# Laguna Blanca (Magallanes)
La laguna Blanca es un lago natural ubicado en la Región de Magallanes, unos 50 km al norte de la ciudad de Punta Arenas. Es la base de equilibrio de una cuenca endorreica que limita al norte y parcialmente al este y oeste con los cabezales de algunos formativos del río Gallegos (río). Al sur y parcialmente al este y oeste con pequeñas cuencas que desembocan en el seno Skyring, en el estrecho de Magallanes, en el canal Fitz Roy y en el seno Otway.
Su área de drenaje abarca 850 km², de los cuales 160 km² son de la laguna misma que tiene una forma suboval de 22 km y 10 km en la otra dirección. Niemeyer describe sus aguas como "Sus aguas son blanquecinas y muy poco profundas. Sus orillas son arenosas anegadizas, sobre todo la orilla occidental. Su costa oriental es más pareja.": 609 
Su afluente más importante es el chorrillo El Manzano que descarga en su ribera sur. En su ribera occidental descargan los chorrillos Bellavista, Mateo y Wagner que conforman una extensa área pantanosa en su estuario. A su oriente descarga el chorrillo La Leona que es emisario de la laguna Chica y el chorrillo Pinto.: 609 

## Historia
Luis Risopatrón la describió en 1924 en su obra Diccionario Jeográfico de Chile:
Blanca (Laguna). Es estensa, de aguas de color blanquizco y sabor salino de 11 °C de temperatura siendo 10 °C la del aire; no tiene desahue aparente y se encuentra a 140 m de altitud, entre riberas fangosas y campos destinados a la cría de ovejas, a corta distancia del NE de la parte E de las aguas de Skyring. Era también llamada grande por los indios.